# Pietro Bonelli
Pietro Bonelli (fl. XX secolo) è stato un calciatore italiano, di ruolo centrocampista.

## Carriera
Con il Derthona disputa 39 gare con una rete nei campionati di Prima Divisione 1922-1923 e 1924-1925. Lascia il Derthona nel 1932.

## Palmarès

### Club

#### Competizioni nazionali
- Prima Divisione: 1

Derthona: 1929-1930